# 1987 w informatyce
Kalendarium informatyczne 1987 roku
- styczeń – wydano pierwszą wersję programu Adobe Illustrator[1].
- 6 lutego – Steve Wozniak odszedł z Apple[1].
- kwiecień – wydano system operacyjny MS-DOS 3.3[1].
- 5 lipca – na rynku pojawiła się gra komputerowa Leisure Suit Larry[1].
- sierpień – Joe Postel opublikował RFC 1000: Request For Comments reference guide[2].
- 20 września – został wysłany pierwszy e-mail z Chin[1].
- 9 grudnia – Microsoft wyprowadził system operacyjny Windows 2.0[1].
- Na rynku pojawił się komputer osobisty IBM PS/2[1].
- IBM wdrożył standard Video Graphics Adapter (VGA)[1].
- Andrew S. Tanenbaum udostępnił pierwszą wersję MINIX, edukacyjnego, uniksopodobnego systemu o architekturze mikrojądra[3].
- Microsoft i IBM wydały OS/2 1.0[1].
- John McAfee napisał VirusScan, jeden z pierwszych programów antywirusowych w historii[1].
- Wydano pierwszą wersję programu Microsoft Excel[1].